# Minoria d'edat

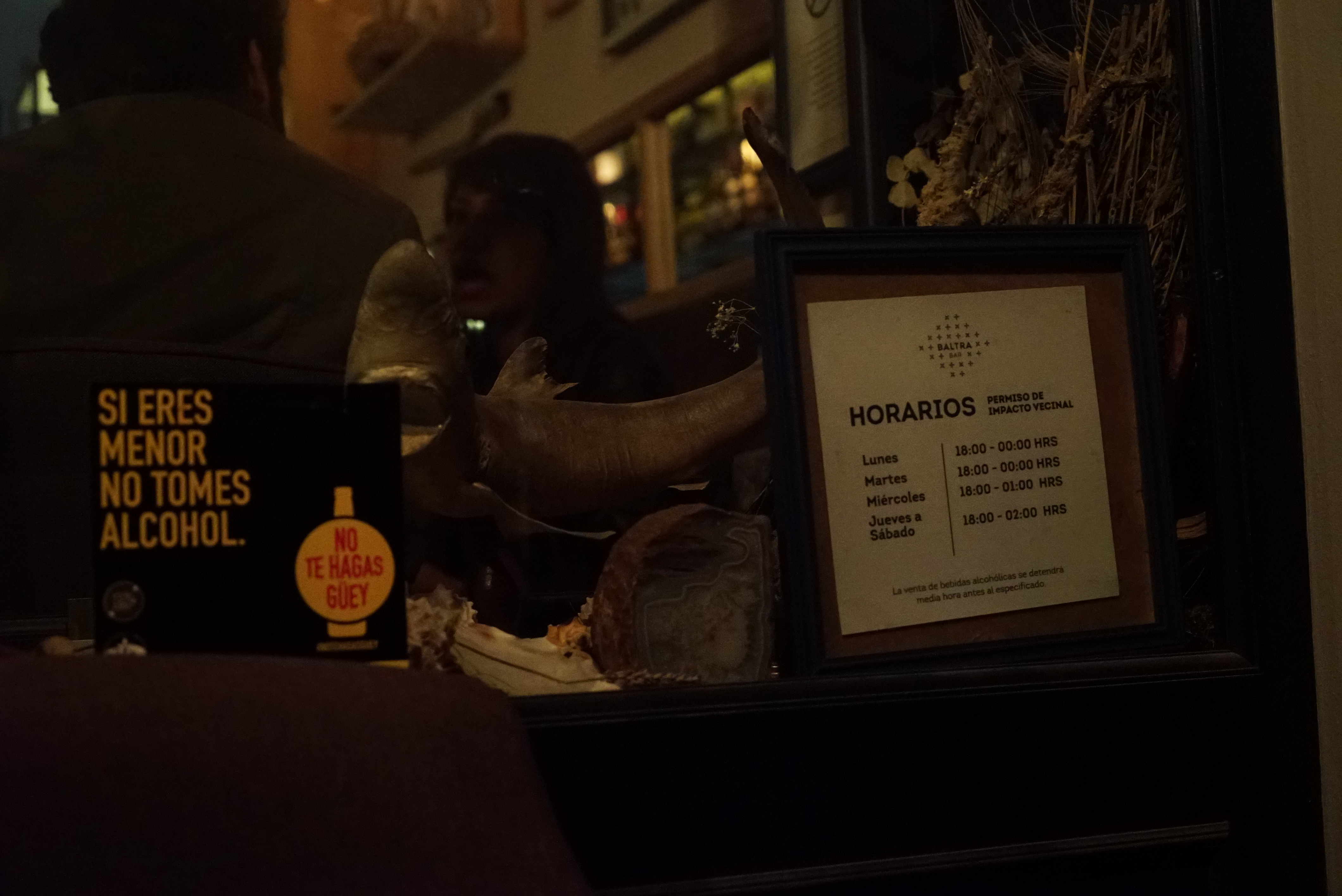
A l'esquerra, cartell que alerta els menors d'edat del consum d'alcohol en un bar a la Ciutat de Mèxic.

Un menor d'edat és una persona que no ha arribat a l'edat adulta. La minoria d'edat comprèn tota la infància i tot o part de l'adolescència.
L'edat en què s'assoleix la majoria depèn de les lleis de cada país. A l'estat espanyol, la majoria d'edat s'assoleix als 18 anys segons disposa l'article 12 de la Constitució espanyola. En canvi als EUA no s'és major d'edat fins als 21 anys.
És per tant aquella persona que, per raó de la seva edat biològica, encara no té capacitat d'obrar i per això veurà limitats els drets i obligacions. Entre els drets s'hi sol comptar el dret a vot i entre les obligacions el servei militar en els països on n'hi ha. Sovint també marca l'edat en què es pot fumar, beure alcohol, conduir o anar a la presó.